# David Nualart
David Nualart (n. 21 de marzo de 1951) es matemático español que trabaja en teoría de la probabilidad, en particular en aspectos relacionados con los procesos estocásticos y análisis estocástico.

## Biografía
Nualart se doctoró con una tesis titulada Contribución al estudio de la integral estocástica en 1975 en la Universidad de Barcelona bajo la supervisión de Francesc d'Assís Sales Vallès. Después de haber ocupado puestos docentes en la Universidad de Barcelona y la Universidad Politécnica de Cataluña ocupó una cátedra en la Universidad de Kansas y actualmente es "catedrático distinguido" (Distinguished Professor) en su departamento de matemáticas.

## Trabajo y distinciones
Nualart ha publicado centenares de artículos en su campo, y ha ocupado puestos en numerosos comités científicos, y ha sido editor asociado en muchas revistas científicas de su campo y entre 2006 y 2008 fue el editor jefe de Electronic Communications in Probability. Además ha recibido los siguientes reconocimientos:
- Fue elegido como miembro del Instituto de Matemática Estadística en 1997.
- Recibió el doctorado Honoris Causa en la Universidad Blaise Pascal de Clermond-Ferrand en 1998.
- Recibió el premio Ibertrola de Ciencia y Tecnología en 1999.
- Ha sido Nombrado miembro de la Real Academia de Ciencias Exactas Físicas y Naturales de Madrid desde 2003.
- Has dio miembro de la Reial Academia de Ciencies i Arts de Barcelona desde 2003.
- Recibió el Premio de Investigación de la Real Academia de Ciencias de Madrid en 1991.
- En marzo de 2011, se celebró la International Conference on Malliavin Calculus and Stochastic Analysis in honor of David Nualart en la Universidad de Kansas.